# المعهد العالي للفنون والحرف بقابس
المعهد العالي للفنون والحرف بقابس هو إحدى المؤسسات العليا التونسية التابعة لجامعة قابس، ويتمتع بالشخصية المدنية والاستقلال المالي. وقد أُحدث بمقتضى الأمر عدد 1912 لعام 2001 والصادر بالرائد الرسمي للجمهورية التونسية بتاريخ 24 أوت 2001.

## أرقام
انطلق المعهد في سنته الأولى 2001-2002 بـ 211 طالبا، منهم 179 إناث. وبلغ هذا العدد خلال السنة الدراسية 2007-2008 : 1766 طالبا، من بينهم 1386 طالبة أي ما نسبته 78 بالمائة.

## الأهداف
من الأهداف التي يسعى المعهد العالي للفنون والحرف بقابس إلى تحقيقها ما يلي:
- دعم التكوين الجامعي في مجال الفنون ببرمجيات تعليمية دقيقة ومنفتحة تنمي روح المبادرة لدى الطالب وتيسّر له حسن استخدام التقنيات المتقدمة.
- تفعيل الجانب الوظيفي والحرفي للفنون بما يمكن الطالب من فرص إضافية للاندماج السريع في الحياة المهنية.

## الأقسام
بالمعهد العالي للفنون والحرف بقابس أربعة أقسام، هي:
- قسم التصميم،
- قسم الفنون التطبيقية،
- قسم العلوم الموسيقية،
- قسم الفنون التشكيلية.

ويتوزع التكوين بالمعهد العالي للفنون والحرف بقابس حسب المجالات التالية:
| المجال           | الشهادة \ الإجازة                                          | الاختصاص                              | مدة الدراسة |
| ---------------- | ---------------------------------------------------------- | ------------------------------------- | ----------- |
| الفنون التشكيلية | الأستاذية في الفنون التشكيلية                              | التصوير                               | 4 سنوات     |
| الفنون التشكيلية | الأستاذية في الفنون التشكيلية                              | الحفر                                 | 4 سنوات     |
| الفنون التشكيلية | الأستاذية في الفنون التشكيلية                              | النحت                                 | 4 سنوات     |
| الفنون التشكيلية | الأستاذية في الفنون التشكيلية                              | الخط العربي                           | 4 سنوات     |
| الفنون التشكيلية | الأستاذية في الفنون التشكيلية                              | الخزف                                 | 4 سنوات     |
| الفنون التشكيلية | الأستاذية في الفنون التشكيلية                              | النسيج                                | 4 سنوات     |
| الفنون التطبيقية | الإجازة التطبيقية في الفنون التطبيقية                      | الإشهار عن طريق الحاسوب               | 3 سنوات     |
| الفنون التطبيقية | الإجازة التطبيقية في الفنون التطبيقية                      | النسيج وتقنيات التأثيث                | 3 سنوات     |
| الفنون التطبيقية | الإجازة التطبيقية في الفنون التطبيقية                      | التزويق وتهيئة فضاءات العرض           | 3 سنوات     |
| الفنون التطبيقية | الإجازة التطبيقية في الفنون التطبيقية                      | تصميم الخزف                           | 3 سنوات     |
| الفوتوغرافيا     | الإجازة التطبيقية في الفوتوغرافيا والمعالجة الرقمية للصورة | الفوتوغرافيا والمعالجة الرقمية للصورة | 3 سنوات     |
| التصميم          | الشهادة الوطنية في الفنون والحرف                           | هندسة داخلية                          | 5 سنوات     |
| التصميم          | الشهادة الوطنية في الفنون والحرف                           | فن وتواصل                             | 5 سنوات     |
| العلوم الموسيقية | الأستاذية في العلوم الموسيقية                              | علوم الموسيقى                         | 4 سنوات     |
| الماجستير        | ماجستير الجماليات وتقنيات الفنون                           | الجماليات وتقنيات الفنون التشكيلية    | 3 سداسيات   |
| الماجستير        | ماجستير الجماليات وتقنيات الفنون                           | الجماليات ونظريات التصميم             | 3 سداسيات   |
| الماجستير        | ماجستير الجماليات وتقنيات الفنون                           | الجماليات ونظريات الفنون              | 3 سداسيات   |

## وصلات خارجية
- موقع المعهد العالي للفنون والحرف بقابس.
- نشرية المعهد العالي للفنون والحرف بقابس.